# Бранко Басара
Бранко Басара (Отиш код Санског Моста, 3. октобар 1939) пензионисани је пуковник Југословенске народне армије и Војске Републике Српске.

## Биографија
Основну школу за вршио је 1953, Пјешадијску подофицирску школу 1956. У Сарајеву, а Војну академију копнене војске, смјер пјешадија, 1960. у Београду, гдје је 1973. завршио и Вишу војну академију копнене војске. Службовао је у гарнизонима Београд, Загреб, Сарајево, Високо и Брчко. Службу У ЈНА завршио је на дужности начелника одјељења у Републичком штабу Територијалне одбране БиХ у Сарајеву, у чину пуковника, у који је унапријеђен 1. децембра 1986. Пензионисан је 18. марта 1991. Након почетка ратних сукоба у СР Хрватској мобилисан је као резервни официр ЈНА 29. октобра 1991. године и постављен на мјесто команданта 6. крајишке бригаде.  У ВРС је био, као добровољац, од 12. маја 1992. до половине 1993. године. Био је командант пјешадијске бригаде.
Под командом пуковника Бранка Басаре 6. крајишка бригада, односно 6. санска лака пјешадијска бригада учествовала је у одбрани Јасеновца на ратишту у западној Славонији, а затим у одбрани Санског Моста, Босанске Крупе, Кључа и Приједора, у пробоју Коридора живота, те у ослобођењу Босанског Брода, и Јајца.
Са мјеста команданта 6. санске лаке пјешадијске бригаде пуковник Бранко Басара повукао се због здравствених разлога у децембру 1992. године. Тренутно живи у Београду.

## Одликовања и признања
Одликован у ЈНА:
- Медаља за војне заслуге
- Орден за војне заслуге са сребрним мачевима
- Орден народне армије са сребрном звијездом
- Орден заслуга за народ са сребрном звијездом